# Над планетою – «Левіафан»
«Над планетою – „Левіафан“» — науково-фантастичний роман українського радянського письменника Юрія Бедзика, вперше надрукований 1965 року київським видавництвом Радянський письменник у твердій обкладинці.

## Сюжет
«Аеросиндикат», створений під патронажем ООН, веде будівництво в Західній Німеччині гігантського дирижабля. У проекті беруть участь інженери та вчені багатьох країн світу, що має сприяти взаєморозумінню Сходу та Заходу. Однак такий проект подобається далеко не всім. Неонацистська організація «Асоціація білої раси» всіма шляхами намагається дізнатися секрет безпечного газу, створеного в СРСР. У цей же час південноафриканський мільярдер будує плани захоплення дирижаблів, щоб поширити свою владу на всю Африку. На цьому фоні показано поступову зміну поглядів німецького інженера Ріхтера, яке змусить його в підсумку зайняти активну життєву позицію.